# استفتاء جرينلاند بشأن الكحول (1978)
تم إجراء استفتاء من جزئين حول الكحول في جرينلاند في 20 يونيو 1978. سُئل الناخبون عما إذا كانوا يوافقون على حظر أو تقنين الكحول. تم رفض الحظر على الكحول من قبل 55% من الناخبين، في حين تمت الموافقة على اقتراح التقنين من قبل 58% من الناخبين.

## النتائج
| خيار                         | الأصوات | %     |
| ---------------------------- | ------- | ----- |
| مع                           | 5,620   | 44.90 |
| ضد                           | 6,898   | 55.10 |
| المجموع                      | 12,518  | 100   |
| المصدر: الديمقراطية المباشرة |         |       |

| الخيار                       | الأصوات | %     |
| ---------------------------- | ------- | ----- |
| مع                           | 6,236   | 58.76 |
| ضد                           | 4,376   | 41.24 |
| المجموع                      | 10,612  | 100   |
| المصدر: الديمقراطية المباشرة |         |       |

## ما بعد الاستفتاء
بعد الاستفتاء، تم تطبيق التقنين في أغسطس 1979. تم تقييد البالغين الذين تزيد أعمارهم عن 18 عاماً بـ 72 "نقطة" شهرياً. زجاجة بيرة سعة 33 سنتيلتر كانت تعادل نقطة واحدة. بالإضافة إلى ذلك، تم فرض حظر على تخمير المنزل واستيراد الشعير والجنجل.
أدى نظام النقاط إلى تداول النقاط، حيث تم بيع النقاط بمبلغ يصل إلى 25 كرونة دانمركية بينما كان سعر زجاجة البيرة 5 كرونة فقط. ومع ذلك، انخفض الاستهلاك من 18.7 لتراً للشخص الواحد إلى 13.8 لتراً بحلول عام 1980. وبعد إلغاء نظام التقنين في عام 1982، ارتفع الاستهلاك إلى 22 لتراً للشخص الواحد.